# SLS站
SLS站（英語：SLS station）是美國內華達州拉斯維加斯單軌電車的一個車站，位於撒哈拉賭場酒店內，為側式月台設計。SLS站可由位於酒店後方的道路旁樓梯進入。SLS站北端預留了未來的軌道擴建空間，可經由馬戲團酒店和利為旅酒店所在的賭城大道北段往拉斯維加斯市區延伸。
2011年3月11日，撒哈拉賭場酒店宣布將在5月16日結束營運。拉斯維加斯單軌電車公司在同一天宣布SLS車站將會繼續開放。
撒哈拉賭場酒店預計在整修後於SLS拉斯維加斯之名在2014年重新開幕。

## 鄰近酒店
- 同溫層酒店
- 馬戲團酒店

## 鄰近景點
- 冒險巨蛋（Adventuredome）
- 弗蒙街體驗（Fremont Street Experience）
- 同溫層酒店觀景台

## 資料來源
1. ↑  Curran, Stephen. . Las Vegas Sun. 2004-07-15  [2010-12-17]. （原始内容存档于2011-06-14）.
2. ↑  . Las Vegas Sun. 2011-03-11  [2011-03-23]. （原始内容存档于2011-03-15）.
3. ↑  . Las Vegas Sun. 2011-03-11  [2011-03-23]. （原始内容存档于2011-03-17）.
4. ↑  . Washington Post. May 1, 2012.[]

## 外部連結
- 拉斯維加斯單軌電車車官方網站